# Halmășd
Halmășd is een Roemeense gemeente in het district Sălaj.
Halmășd telt 2488 inwoners.